# Otto Heinrich Kröschell
Otto Heinrich Kröschell (* 9. Januar 1800 in Kassel; † 1. Oktober 1877 in Allendorf an der Werra) war ein deutscher Bürgermeister und Mitglied der Zweiten Kammer der kurhessischen Ständeversammlung.

## Leben
Otto Heinrich Kröschell übte das Amt des Bürgermeisters in Allendorf an der Werra aus, als er 1858 ein Mandat für die Zweite Kammer der kurhessischen Ständeversammlung erhielt. Gewählt wurde er aus dem Wahlkreis Witzenhausen und blieb nur ein Jahr in dem Parlament, das nach den Unruhen im Jahre 1830 zum Zweck der Beratung und Verabschiedung einer Verfassung gebildet wurde und bis 1866 Bestand hatte, als das Land Hessen durch Preußen annektiert wurde. 